# Aggtelek
Aggtelek là một thị trấn thuộc hạt Borsod-Abaúj-Zemplén, Hungary. Thị trấn này có diện tích 43,82 km², dân số năm 2010 là 539 người, mật độ 12 người/km².